# John Van McDuffie
John Van McDuffie (* 16. Mai 1841 in Addison, Steuben County, New York; † 18. November 1896 in Hayneville, Lowndes County, Alabama) war ein US-amerikanischer Rechtsanwalt, Richter und Politiker (Republikanische Partei).

## Werdegang
John Van McDuffie besuchte die Gemeinschaftsschule. Er zog 1855 mit seinen Eltern nach Bureau County (Illinois). Dann besuchte er das Luther College in Decorah (Iowa). Nach Ausbruch des Amerikanischen Bürgerkrieges verpflichtete er sich im Juli 1861 in der Kompanie B, 2. Regiment, Iowa Volunteer Kavallerie, wo er den ganzen Krieg hinweg diente und am Ende Sergeant Major wurde. Nach dem Krieg ließ er sich auf einer Plantage in Lowndes County (Alabama) nieder. Er studierte Jura, bekam seine Zulassung als Anwalt und fing dann in Hayneville an zu praktizieren. McDuffie wurde 1868 zum Nachlassrichter gewählt und 1874 wiedergewählt. Er bekleidete dieses Amt bis 1880.
McDuffie verfolgte ebenfalls eine politische Laufbahn. Er nahm 1872 und 1876 als Delegierter an der Republican National Convention teil. Bei der Wahl 1886 in den 50. US-Kongress erlitt er eine Niederlage, allerdings focht er erfolgreich die Wahl von Louis W. Turpin in den 51. US-Kongress an, so dass er vom 4. Juni 1890 bis zum 3. März 1891 im US-Kongress tätig war. Bei der Anfechtung der Wahl von Louis W. Turpin in den 52. US-Kongress erlitt er jedoch eine Niederlage. Danach ging er Handelstätigkeiten nach.
Er verstarb 1896 in Hayneville (Alabama) und wurde auf dem Pines Cemetery beigesetzt.